# Don't Wait Up
Don't Wait Up è un singolo della cantante colombiana Shakira, pubblicato il 16 luglio 2021.

## Video musicale
Il video musicale, girato a Tenerife, è stato reso disponibile in concomitanza con l'uscita del brano.

## Tracce
Testi e musiche di Shakira Mebarak, Emily Warren Schwartz e Ian Kirkpatrick.
1. Don't Wait Up – 3:24

## Formazione
- Shakira – voce, produzione
- Ian Kirkpatrick – produzione
- Dave Clauss – produzione vocale, missaggio
- Emily Warren – produzione vocale
- Adam Ayan – mastering
- Josh Gudwin – missaggio

## Classifiche

### Classifiche settimanali
| Classifica (2021) | Posizione massima |
| ----------------- | ----------------- |
| Belgio (Vallonia) | 12                |
| Croazia           | 31                |
| El Salvador       | 4                 |
| Francia           | 45                |
| Polonia           | 32                |

### Classifiche di fine anno
| Classifica (2021) | Posizione |
| ----------------- | --------- |
| Belgio (Vallonia) | 81        |

## Date di pubblicazione
| Paese  | Data           | Formato                      | Etichetta        | Nota   |
| ------ | -------------- | ---------------------------- | ---------------- | ------ |
| Mondo  | 16 luglio 2021 | Download digitale, streaming | Ace, Sony Latin  | [ 12 ] |
| Italia | 23 luglio 2021 | Contemporary hit radio       | Sony Music Italy | [ 13 ] |